# Burt Metcalfe
Burton Denis Metcalfe (* 19. März 1935 in Saskatoon, Saskatchewan, Kanada; † 27. Juli 2022 in Los Angeles, Kalifornien, Vereinigte Staaten) war ein kanadisch-US-amerikanischer Drehbuchautor, Regisseur, Produzent und Schauspieler.

## Leben
Metcalfe wurde in Saskatoon geboren, einer Stadt in der kanadischen Provinz Saskatchewan. Sein Vater Louis Metcalfe war ein Automatenhändler russischer Abstammung, der starb, als Burt drei Jahre alt war. Seine Mutter Esther Goldman, eine Sekretärin im Bereich Buchführung und Rechnungswesen, zog mit ihm nach dem Tod des Vaters nach Montreal, wo er einen großen Teil seiner Kindheit und frühen Jugend verbrachte. In Montreal besuchte er die Grammar School und die University of Montreal. An einer Kindertheaterschule entdeckte er sein Interesse für die Schauspielerei; er wirkte bereits damals, im Alter von etwa 10 Jahren, in halbstündigen Radiohörspielen mit und hatte Vorbilder wie Danny Kaye.
Im Jahr 1949, im Alter von 14 Jahren, zog Metcalfe mit seiner Mutter nach Los Angeles, wo er die Susan Miller Dorsey High School besuchte. Nach seiner Schulzeit studierte ab September 1951 Theaterwissenschaften an der University of California, Los Angeles, die er im Sommer 1955 mit einem Bachelor beendete; während seines Studiums sammelte er weitere Bühnenerfahrung und hatte bereits erste Auftritte im Fernsehen. Im Anschluss an seine 19 Monate umfassende Dienstzeit bei der United States Navy in „Ream Field“ (Naval Outlying Landing Field Imperial Beach), San Ysidro, fand er seinen Weg zurück zum Film.
Vom 7. Mai 1961 bis zur Scheidung im März 1968 war er mit Toby Honey Richman (einige Quellen: Toby Harry Shipman) verheiratet. Am 31. März 1979 heiratete Metcalfe in zweiter Ehe die Schauspielerin Jan Jorden, mit der er bis zu seinem Tod – über 43 Jahre lang – verheiratet war.
Er verstarb im Alter von 87 Jahren in einem Krankenhaus an den Folgen einer Blutvergiftung. Er wurde von seiner Ehefrau Jan Jorden und Emily O’Meara überlebt, die er als seine Tochter betrachtete. Seine Asche wurde der Familie übergeben.

## Karriere
Metcalfe hatte 1954 sein Filmdebüt in einer kleinen Rolle in dem William-Holden-Film The Bridges at Toko-Ri. 1959, nach dem Ende seiner Militärzeit, war er als der Surfer Lord Byron in April entdeckt die Männer zu sehen.
Im Fernsehen war er unter anderem 1960 in der Folge The Monsters Are Due on Maple Street von Twilight Zone zu sehen, hatte Auftritte in Death Valley Days, The Outer Limits sowie Have Gun – Will Travel und war zwischen 1961 und 1962 als Buckley Dunston in der Serienadaption von Father of the Bride zu sehen.
Neben seiner Arbeit als Schauspieler war Metcalfe hinter der Kamera auch als Regisseur tätig und als künstlerische Leiter für die Rollenbesetzung.
Ab 1965 arbeitete er zunächst als künstlerischer Leiter für Screen Gems in der Rollenbesetzung für Here Come the Brides und Verliebt in eine Hexe unter Harry Ackerman. 1970 wechselte er zu Fox und arbeitete für Gene Reynolds. Er war für die Besetzung der kurzlebigen Fernsehserie Anna and the King mit Yul Brynner zuständig, einer Adaption des Musicals The King and I, und für den Pilotfilm von M*A*S*H.
1971 war er noch einmal vor der Kamera in der Rolle des Maxwell in James Bond 007 – Diamantenfieber zu sehen.
Metcalfe wurde Associate Producer von M*A*S*H, wurde Line Producer als Larry Gelbart die Serie verließ und schließlich der Executive Producer der Serie, als Gene Reynolds ebenfalls das Format verließ. In 31 Folgen führte er Regie und war auch vor der Kamera zu sehen.
Nach dem Ende von M*A*S*H war er ausführender Produzent für das 30 Folgen umfassende Spin-off After M*A*S*H, das zwischen 1983 und 1985 erstmals ausgestrahlt wurde, und für die Serie Cutters. Metcalfe wurde für M*A*S*H insgesamt 13 mal für den Primetime Emmy, einmal für den WGA Award der Writers Guild of America und zweimal für den DGA Award der Directors Guild of America nominiert. 2009 gewann er den „Impact Award“ bei der Verleihung der TV Land Awards.
Er steuerte als Autor für vier Folgen von M*A*S*H und fünf Folgen von Cutters die Drehbücher bei.
In seinen späten Jahren arbeitete er ab Mitte der 1980er Jahre als Führungskraft bei Warner Bros. und ab 1986 für MTM Enterprises, bis er im Jahr 1990 in den Ruhestand ging.
Im deutschen Sprachraum wurde Metcalfe unter anderem von Ivar Combrinck, Uwe Friedrichsen, Moritz Milar, Andreas Rüdiger und Harry Wüstenhagen synchronisiert.

## Filmografie (Auswahl)

### Als Schauspieler

#### Filme
- 1954: Die Brücken von Toko-Ri (The Bridges at Toko-Ri)
- 1958: The Space Children
- 1959: April entdeckt die Männer (Gidget)
- 1959: Keiner verlässt das Schiff! (Don’t Give Up the Ship)
- 1961: Die rote Schwadron (The Canadians)
- 1971: Diamantenfieber (Diamonds Are Forever)

#### Serien
- 1955: Meet Mr. McNutley (Folge 2x35)
- 1955: The Man Behind the Badge (Folge 2x37)
- 1955: General Electric Theater (Folge 4x05)
- 1957: The Gray Ghost (Folge 1x07)
- 1958: Whirlybirds (Folge 2x17)
- 1958: Steve Canyon (Folge 1x02)
- 1958: The Silent Service (2 Folgen)
- 1958: Wie angelt man sich einen Millionär? (How to Marry a Millionaire, Folge 1x17)
- 1959: The D.A.’s Man (Folge 1x19)
- 1959: Have Gun – Will Travel (Folge 2x38)
- 1959: Philip Marlowe (Folge 1x05)
- 1959: Im Wilden Westen (Death Valley Days, Folge 8x07)
- 1960: Fury (Folge 5x21)
- 1960: Unglaubliche Geschichten (Amazing Stories, Folge 1x22)
- 1960: Kein Fall für FBI (The Detectives, Folge 1x25)
- 1960: Hennesey (Folge 1x30)
- 1961: Happy (Folge 2x08)
- 1961: The Many Loves of Dobie Gillis (Folge 2x24)
- 1961: Tallahassee 7000 (Folge 1x16)
- 1961–1962: Father of the Bride (34 Folgen)
- 1962: The Comedy Spot (eine Folge)
- 1962, 1964–1965: Perry Mason (3 Folgen)
- 1963: The Outer Limits (Folge 1x01)
- 1964: The Tycoon (Folge 1x04)
- 1964: Wendy and Me (Folge 1x07)
- 1964–1965: 12 O’Clock High (3 Folgen)
- 1965: Katy (Folge 2x22)
- 1965: Auf der Flucht (The Fugitive, Folge 2x23)
- 1979: M*A*S*H (Folge 7x25)

### Als Produzent
- 1972: Anna und der König von Siam (Anna and the King, Fernsehserie)
- 1975: Karen (Fernsehserie)
- 1972–1983: M*A*S*H (Fernsehserie)
- 1983–1985: After MASH (Fernsehserie)
- 1986: Höllengefängnis (Doing Life, Fernsehfilm)
- 1989–1990: FM (Fernsehserie)
- 1991: Memories of M*A*S*H (Fernsehdokumentation)
- 1993: Cutters (Fernsehserie)
- 2002: ‘M*A*S*H’: 30th Anniversary Reunion (Fernsehdokumentation)

### Als Regisseur
- 1975–1983: M*A*S*H (Fernsehserie, 31 Folgen)
- 1983–1985: After MASH (Fernsehserie, 13 Folgen)
- 1987: My Sister Sam (Fernsehserie, Folge 1x22)
- 1990: FM (Fernsehserie, Folge 2x03)
- 1990: Back to the Beanstalk (Fernsehfilm)